# .bi
.biは、国別コードトップレベルドメイン（ccTLD）の一つで、ブルンジに割り当てられている。このドメインはCentre National de l'Informatiqueによって管理されている。

## サブドメイン
登録は.biの下に直接登録することも可能だが、以下のような分類用第二レベルドメインも使用できる。
- .co.bi
- .com.bi
- .edu.bi
- .or.bi
- .org.bi